# Альбер, Марсель
Марсе́ль Оливье́ Альбе́р  (фр. Marcel Olivier Albert; 25 ноября 1917 — 23 августа 2010) — французский лётчик, Герой Советского Союза.

## Биография

### Личная жизнь. Начало войны
Родился в Париже в многодетной семье рабочих. По окончании школы работал на заводе фирмы «Рено». В Вооружённых силах Франции с 24 марта 1938 года. 7 августа 1939 года прибыл в авиагруппу GC II/1. С сентября 1939 года по февраль 1940-го проходил дополнительные курсы в центре истребительной авиации. С марта начал переучиваться на истребители D.520. В апреле был госпитализирован по болезни, но в мае вернулся в строй, из-за начавшейся наступательной кампании Вермахта во Франции, где и одержал свои первые воздушные победы. 17 июня авиагруппа, в которой находился Альбер была переведена на Юг Франции, а 20 числа перелетела в Оран (Французский Алжир).
С установлением во Франции коллаборационистского режима Виши, все колонии и колониальные французские войска переходили под контроль режима. Таким образом, Альбер оказался в ВВС Виши. В апреле 1941 года, в ходе учений, Альбер бежал на своём самолёте в Гибралтар, к британцам. Оттуда, перебравшись в Лондон, был зачислен в ВВС "Свободной Франции" и поступил на летные курсы для переучивания на британские типы самолётов.
В ноябре 1942 года с группой первых добровольцев отправляется в Советский Союз в составе авиагруппы «Нормандия — Неман». Первый немецкий самолёт в небе СССР сбивает 16 июня 1943 года.
Приказом  2 отд-е 6 отд. УК ВВС КА от 30.08.1943 года награждён орденом Отечественной войны 2-й степени за 47 успешных боевых вылетов и 2 лично сбитых самолета противника и 3 самолета в группе.
Одним из первых отказывается от тактики ведения одиночного боя. К октябрю 1944 года на счету Марселя Альбера 23 сбитых вражеских самолёта.

### Звание Героя СССР. После войны
Указом Президиума Верховного Совета СССР от 27 ноября 1944 года за мужество, героизм и воинскую доблесть, проявленные в боях с немецко-фашистскими оккупантами, гражданину Французской Республики старшему лейтенанту Марселю Альберу было присвоено звание Героя Советского Союза с вручением ордена Ленина и медали «Золотая Звезда».
После окончания войны продолжил службу в ВВС Франции, в 1948 году ушёл в отставку, женился на американке и уехал в Америку, где довольно успешно управлял сетью ресторанов. Проживал в штате Флорида (США). Последние годы жил в доме престарелых в городе Харлинген (штат Техас). Скончался 23 августа 2010 года, на 93-м году жизни.

## Известные воздушные победы
| Модель сбитого самолёта | Дата             | Где служил        | Чем управлял    | Где сбил                                       |
| ----------------------- | ---------------- | ----------------- | --------------- | ---------------------------------------------- |
| Do-17                   | 14 мая 1940      | GC 1/3            | Dewoitine D.520 | Север кантона Suippes (Франция)                |
| Fw-189                  | 16 июня 1943     | Нормандия — Неман | Як-1            | Брусны-Меховая (южнее Козельска)               |
| Me-110                  | 14 июля 1943     | Нормандия — Неман | Як-9            | Ягодная                                        |
| Fw-190                  | 17 июля 1943     | Нормандия — Неман | Як-9            | Ягодная—Красниково                             |
| Fw-190                  | 17 июля 1943     | Нормандия — Неман | Як-9            | Beloto—Орёл                                    |
| Ju-88                   | 19 июля 1943     | Нормандия — Неман | Як-9            | Красниково                                     |
| Ju-87                   | 31 августа 1943  | Нормандия — Неман | Як-9            | Ельня                                          |
| Fw-190                  | 1 сентября 1943  | Нормандия — Неман | Як-9            | Ельня                                          |
| Fw-190                  | 17 сентября 1943 | Нормандия — Неман | Як-9            | 10 км западнее Ельни                           |
| Fw-190                  | 22 сентября 1943 | Нормандия — Неман | Як-9            | 30 км ю.-в. Смоленска                          |
| Hs-126                  | 4 октября 1943   | Нормандия — Неман | Як-9            | Красное (Нижегородская область)                |
| Fw-190                  | 12 октября 1943  | Нормандия — Неман | Як-9            | Горки                                          |
| Ju-88                   | 15 октября 1943  | Нормандия — Неман | Як-9            | 10 км севернее от пос. Горки                   |
| Fw-190                  | 15 октября 1943  | Нормандия — Неман | Як-9            | 7 км севернее от пос. Горки                    |
| Fw-190                  | 15 октября 1943  | Нормандия — Неман | Як-9            | 7 км севернее от пос. Горки                    |
| Ju-87                   | 16 октября 1944  | Нормандия — Неман | Як-3            | Pillupönen (Восточная Германия)                |
| Ju-87                   | 16 октября 1944  | Нормандия — Неман | Як-3            | Pillupönen (Восточная Германия)                |
| Fw-190                  | 16 октября 1944  | Нормандия — Неман | Як-3            | юго-восточнее Stallupönen (Восточная Германия) |
| Hs-129                  | 18 октября 1944  | Нормандия — Неман | Як-3            | южнее Stallupönen (Восточная Германия)         |
| Hs-129                  | 18 октября 1944  | Нормандия — Неман | Як-3            | южнее Stallupönen (Восточная Германия)         |
| Fw-190                  | 18 октября 1944  | Нормандия — Неман | Як-3            | Stallupönen (Восточная Германия)               |
| Me-109                  | 23 октября 1944  | Нормандия — Неман | Як-3            | 8 км южнее Stallupönen (Восточная Германия)    |
| Me-109                  | 26 октября 1944  | Нормандия — Неман | Як-3            | юго-восточнее Stallupönen (Восточная Германия) |

## Награды
- Кавалер Большого креста ордена Почётного легиона (декрет от 12 апреля 2010 года)[6]
- Великий офицер ордена Почётного легиона (12 ноября 2009 года)
- Кавалер ордена Освобождения (11 апреля 1944)
- Военный крест 1939—1945 (15 пальмовых ветвей, 3 позолоченные звезды)
- Медаль Сопротивления с розеткой
- Герой Советского Союза (СССР, 27 ноября 1944 года)
- Орден Ленина (СССР, 27 ноября 1944 года)
- Орден Красного Знамени (СССР)
- Орден Отечественной войны I степени (СССР, 11 марта 1985 года)
- Орден Отечественной войны II степени (СССР, 24 августа 1943 года)[7]
- Военный крест (Чехословакия)
- Медаль «За победу над Германией в Великой Отечественной войне 1941—1945 гг.»[8]

## Память
- 14 сентября 2018 года возле школы №1 города Козельска (Калужская область) открыт памятник Марселю Альберу[9].
- 5 декабря 2017 года бюст французского летчика Марселя Альбера открыли на территории регионального центра подготовки граждан Российской Федерации к военной службе и военно-патриотического воспитания Тульской области[10].